# 日本シティメディア
日本シティメディア株式会社（にほんシティメディア）は、かつて存在した日本の電気通信事業者。

## 概要
東京都区部を中心に国道16号の内側をサービスエリアとし、テレターミナル（無線呼び出しサービスの一種）事業を展開していた。
1987年7月13日に日本電気、パイオニア、東京電力らの出資を受け設立。1989年12月20日にサービスを開始した。当初は9600bpsの通信速度でデータ通信が可能な端末を利用したサービスを行っていた。このテレターミナルに対応したパソコン通信の草の根BBSとしてMIYA-NETも存在した。
1996年12月には、モトローラが開発した新方式「データTAC」により通信速度を19200bpsにアップさせたほか、テレターミナル端末同士での双方向通信も可能な新サービス「Qメール」をスタート。当時流行していたポケットベルに対抗して「Pの次にはQが来る」のキャッチフレーズを用い、イメージキャラクターにシャ乱Qを起用して拡販を目指したが、携帯電話の急速な普及・サービスエリアが狭いなどの影響で、同サービスは全く普及しなかった。
この結果同社の経営は急速に行き詰まったが、当時加入者の急増による電波帯域不足に悩まされていたNTT移動通信網（現 NTTドコモ）が、テレターミナル用として800MHz帯に割り当てられていた5MHzの帯域（下り838-843MHz、上り893-898MHz）に目をつけ、1998年7月1日にテレターミナル事業をNTT移動通信網に譲渡。その後もテレターミナルのサービスは続けられていたが、利用者減少により2007年7月にサービスを終了した。
事業譲渡後、割り当てられていた5MHzのうち2MHzは、目論見通りに、関東圏にかぎりmovaに帯域転換した。

## 沿革
- 1985年
  - 3月　郵政省から「テレターミナルシステム構想」の打ち出し[3]
  - 8月29日　郵政省のテレターミナル研究会(安田靖彦座長)から報告書[4]
  - 12月17日　「テレターミナルシステム実用化促進協議会」(仮称)の発起人会を開催、於 ホテルオークラ、参加 セコム・日興証券・松下通信工業・東芝・三菱電機・日本電気・東京海上火災保険・明治生命・トヨタ自動車・東京電力・第一勧銀・富士通・東京ガス・財団法人移動無線センター[5]
- 1986年1月　「テレターミナルシステム実用化促進協議会」設立[3]
- 1987年
  - 5月　調査企画会社の設立準備室が発足(協議会の臨時総会で承認)[3]
  - 7月　基本システム完成(財団法人電波システム開発センターが受託開発)[6]
  - 7月13日　調査企画会社として日本シティメディア株式会社を設立[6]
  - 9月　東京都内で実験開始、赤坂(財団法人移動無線センター)・西新宿(東京ガス)・芝浦(沖電気工業)の3サイト[6]
- 1988年
  - 10月　事業会社に移行[3]
  - 12月21日　郵政省が陸上移動無線データ通信を制度化(無線局免許手続規則・無線設備規則・特定無線設備の技術基準適合証明に関する規則を改正)[7]
- 1989年12月20日　開局式・運用開始[8]
- 1996年12月　通信速度を19200bpsに向上、「Qメール」を開始
- 1998年
  - 7月1日　テレターミナル事業をNTT移動通信網に譲渡
  - 7月31日　解散[9]
- 2007年7月　サービスを終了

## 資本金および出資者

### 資本金
4億円(当初)。

### 出資者
下表のとおり(出資比率順、当初)。
| 出資比率 | 出資者                   |
| 10%      | 財団法人移動無線センター |
| 8%       | 東京電力                 |
| 8%       | 東京海上火災保険         |
| 8%       | 日本電気                 |
| 3%       | トヨタ自動車             |
| 3%       | セコム                   |
| 3%       | 東京ガス                 |
| 3%       | 日興証券                 |
| 3%       | 第一勧業銀行             |
| 3%       | 新日本製鉄               |
|          | など                     |

## 利用料金
下表のとおり(開業時)。
| 契約時の費用         | 申込手数料・工事費                                                                            | 1,800円                                                    |
| 契約時の費用         | 陸上移動局としての無線局免許取扱手数料(電波法に定められた手数料相当額)                        | 6,000円                                                    |
| 契約時の費用         | 接続費用:他の第一種電気通信事業者との接続(ユーザーセンターが対象)                             | 当該事業者の定める料金・費用                               |
| 毎月の費用・利用料金 | 基本料:定額(端末1台またはユーザーセンター接続(1か所ごと)) 通信料:利用パケット当たり0.5～6.0円 | 2,400円 標準通信 1.2円 同報通信 1ゾーン0.5円 全ゾーン6.0円 |
| 毎月の費用・利用料金 | 他の第一種電気通信事業者の回線利用料(ユーザーセンターが対象)                                  | 当該事業者の定める料金                                     |
| 臨時費用             | 無線局再免訂取扱手数料→陸上移動 5年に1回 (電波法に定められた手数料相当額)                     | 3,000円                                                    |
| 臨時費用             | 定期検査:認定点検手数料→陸上移動局 (認定点検に必要な手数料)                                   | 6,700円                                                    |
| 臨時費用             | 工事費:利用の一時中断・利用休止・再開の工事費(一つの工事ごとに)                               | 1,000円                                                    |
| 臨時費用             | その他の費用:他の第一種電気通信事業者との接続変更等の費用(ユーザーセンターが対象)             | 当該事業者の定める料金・費用                               |